# Panzerbrigade 110 Feldherrnhalle
Die Panzerbrigade 110 Feldherrnhalle war während des Zweiten Weltkriegs ein kurzlebiger gepanzerter Kampfverband der Wehrmacht.

## Geschichte
Die Panzerbrigade 110 Feldherrnhalle wurde Anfang August 1944 aus Resten der zerschlagenen Panzergrenadier-Division Feldherrnhalle im Raum Danzig aufgestellt. Nach Abschluss der Aufstellung wurde die Einheit nach Ungarn verlegt und ab Mitte September 1944 im Raum Budapest eingesetzt.  Die Brigade wurde Ende September 1944 auf den ungarischen Truppenübungsplatz Oerkenye verlegt und aufgelöst. Ihre Teilelemente wurden zur Neuaufstellung der 13. Panzer-Division verwendet.

## Brigadekommandeure
- Oberstleutnant der Reserve W. Schöning